# Bruno Habārovs
Bruno Habārovs (oroszul: Бруно Сергеевич Хабаров, Bruno Szergejevics Habarov) (Riga, 1939. április 30. – Riga, 1994. augusztus 29. vagy 1994. szeptember 29.) szovjet színekben világbajnok, olimpiai bronzérmes lett párbajtőrvívó.